# Przykopiec
Przykopiec (deutsch Przykopp (Forst), 1934 bis 1945 Wilhelmshütte) ist ein Ort in der polnischen Woiwodschaft Ermland-Masuren. Er gehört zur Gmina Purda (Landgemeinde Groß Purden) im Powiat Olsztyński (Kreis Allenstein).

## Geographische Lage
Przykopiec liegt im Westen der Woiwodschaft Ermland-Masuren, 18 Kilometer südöstlich der Kreis- und Woiwodschaftshauptstadt Olsztyn (deutsch Allenstein).

## Geschichte
Die Försterei Przykopp gehörte einst zum Staatsforst Ramuck. Bei der Volkszählung im Jahre 1905 werden für den kleinen Ort im ostpreußischen Kreis Allenstein lediglich ein Wohngebäude bei neun Einwohnern benannt. Der zur Gemeinde Przykopp (1932 bis 1945 Grabenau, polnisch Przykop) gehörende Wohnplatz wurde am 30. Mai 1934 in „Wilhelmshütte“ umbenannt.
Als 1945 das gesamte südliche Ostpreußen in Kriegsfolge an Polen überstellt wurde, erhielt Wilhelmshütte die polnische Namensform „Przykopiec“ und ist heute eine Ortschaft innerhalb der Landgemeinde Purda (Groß Purden) im Powiat Olsztyński (Kreis Allenstein), von 1997 bis 1998 der Woiwodschaft Olsztyn, seither der Woiwodschaft Ermland-Masuren zugehörig.

## Kirche
Bis 1945 war die Försterei Przykopp resp. Wilhelmshütte in die evangelische Kirche Neu Bartelsdorf in der Kirchenprovinz Ostpreußen der Kirche der Altpreußischen Union, außerdem in die römisch-katholische Kirche Wuttrienen (polnisch Butryny) im Bistum Ermland eingepfarrt.
Heute gehört Przykopiec evangelischerseits zur Christus-Erlöser-Kirche Olsztyn in der Diözese Masuren der Evangelisch-Augsburgischen Kirche in Polen, katholischerseits zur St.-Josefs-Kirche Nowa Wieś (Neu Bartelsdorf) im Erzbistum Ermland.

## Verkehr
Przykopiec liegt an einer Nebenstraße, die bei Pokrzywy (Friedrichstädt) von der Woiwodschaftsstraße 598 abzweigt und bis nach Przykop (Przykopp (Dorf), 1932 bis 1945 Grabenau) führt. Eine Bahnanbindung besteht nicht.